# Michail Tsvet

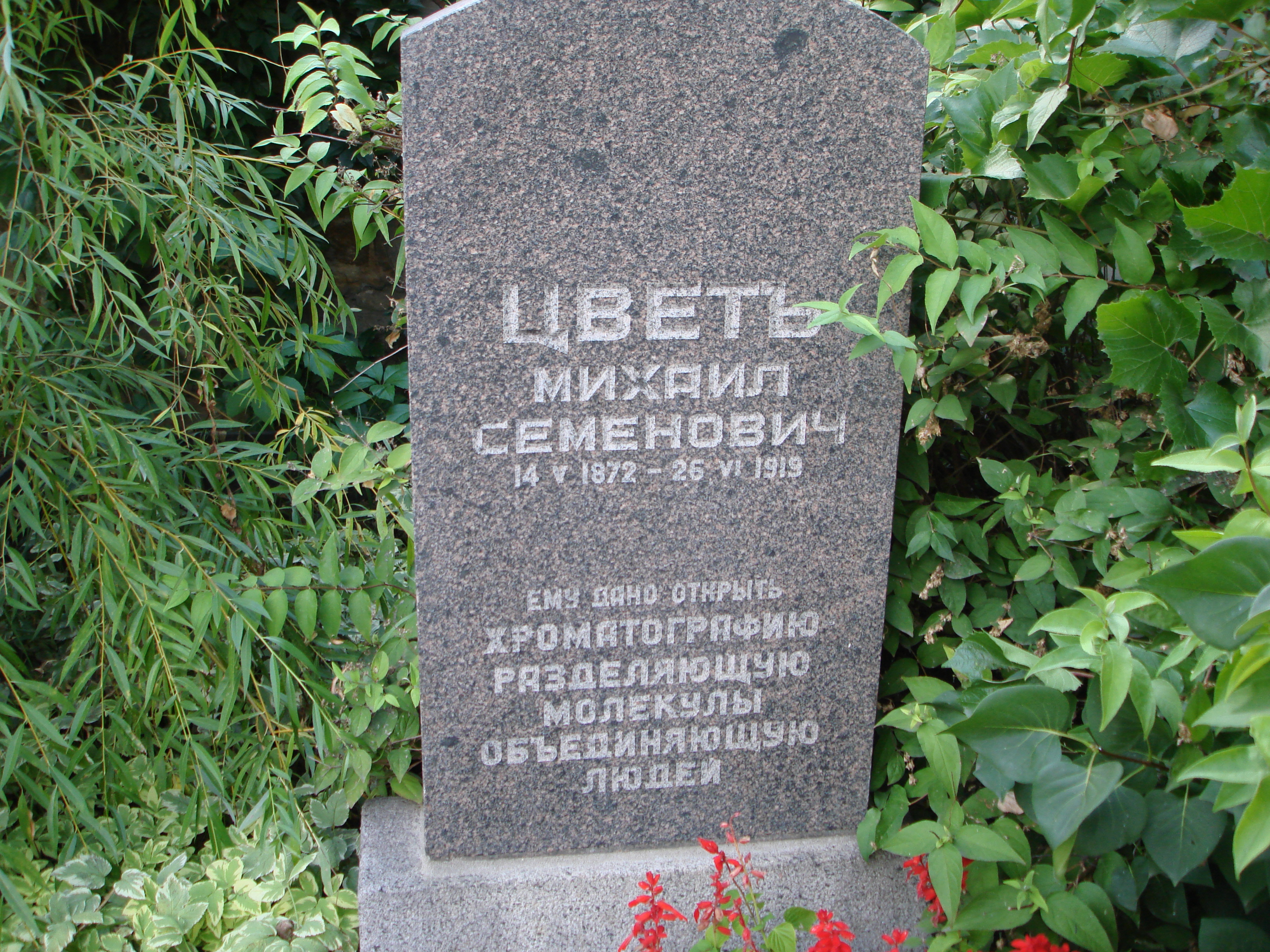
Opschrift op zijn grafsteen:
Цветъ
Михаил
Семенович
14 V 1872 — 26 VI 1919
Door hem ontdekt
de chromatografie
de scheiding der moleculen
de vereniging van mensen

Michail Semjonovitsj Tsvet (Russisch: Михаил Семёнович Цвет) (Asti, 14 mei 1872 – Voronezj, 26 juni 1919) was een Russisch botanicus-fysioloog en biochemicus.  Zijn achternaam is Russisch voor zowel "kleur" als "bloei".
Tsvet was de grondlegger van de chromatografie, met name de kolomchromatografie. Hij onderzocht de pigmenten die bladeren hun kleur verlenen en wist chlorofyl a, b en c in zuivere vorm in handen te krijgen. Pas vanaf de jaren 1930 kregen zijn ontdekkingen in brede kring erkenning, omdat zij de weg openden voor de scheiding en identificatie van velerlei pigmenten, vitaminen, hormonen en andere verbindingen, zowel van organische en anorganische aard. Zijn werk leverde daarmee uiteindelijk een grote bijdrage tot de analytische chemie.
Ook de studie van de aard van fysiologische oplossingen en van chloroplasten zoals in de natuur voorkomen en het mechanisme van de fotosynthese maakte door zijn werk belangrijke vorderingen. Toch werd zijn werk een kleine drie decennia goeddeels genegeerd. Dit kwam deels omdat zijn publicaties in het Russisch niet door wetenschappers in het Westen gelezen werden, deels omdat zijn conclusies niet erg strookten met de toenmalige inzichten. Er speelde ook mee dat iemand bij het reproduceren van zijn werk waarschuwingen dat het kolommateriaal voldoende inert moest zijn in de wind sloeg. Het resultaat was negatief en dat werd aan de methode geweten. Bovendien kwam er in de moeilijke jaren vlak na de oktoberrevolutie een vrij abrupt en miserabel einde aan Tsvets leven en loopbaan.
Pas in 1931 vond Lederer de oorspronkelijke artikelen terug en publiceerde samen met Kuhn en Winterstein een artikel over de zuivering van xanthofyllen op een adsorptiekolom met calciumcarbonaat volgens het recept van Tsvet.

## Levensloop
- 1872 — 14 mei — geboorte. 19 mei — inschrijving in het stadsregister van Asti, Italië. Moeder - Maria Nikolajevna Dorotstsa 1846, Kütahya, Turkije. Vader — Semjon Nikolajevitsj Tsvet 1829—1900, Tsjernigov.
- 1881—1885 — College Gaillard, Lausanne.
- 1887—1891 — College Saint-Antoine, Genève, abitur.
- 1891 — student aan de faculteit voor wis- en natuurkunde van de universiteit van Genève
- 1893 — baccalauriaat fysica en natuurwetenschappen
- 1894 — eerste publicatie over de structuur van planten
- 1896 — terugkeer naar Rusland.
- 1900 — 19 april — voordracht Over de aard van chlorglobine, voor het Peterburgse gezelschap van natuuronderzoekers
- 1901 — 23 september — verdedigt zijn meesterproefschrift voor de universiteit van Kazan getiteld De fysisch-chemische opbouw van de chlorofylkorrel. 26 november — hij verkrijgt een assistentschap bij de leerstoel voor anatomie en plantenfysiologie van de universiteit van Warschau. 30 december — voordracht voor de XIe conferentie van Russische natuuronderzoekers en artsen over de Methoden en opgaven van het fysiologisch onderzoek van chlorofyl, dit is de eerste vermelding van het gebruik van adsorptie voor het ontleden van mengsels van pigmenten.
- 1902 — november benoeming tot privat-docent
- 1903 — 21 maart — Over een nieuw soort adsorptieverschijnselen en hun toepassing in de biologische analyse — voordracht voor de biologische afdeling van natuurwetenschappelijk gezelschap van Warschau, waar hij de chromatografie openbaar ten tonele voert.
- 1906 — 21 juni — een artikel Fysisch-chemisch onderzoek van chlorofyllen. Adsorptie[3] 21 juli — artikel Adsorptie-analyse en de chromatografische methode. Toepassing in de chemie van chlorofyl.[4]
- 1907 — krijgt onderwijsverantwoordelijkheden in botanie en agronomie aan het veterinaire instituut van de universiteit van Warschau. Augustus - huwelijk met Jelena Aleksandrovna Troesevitsj (1874—1922).
- 1908 — oktober — treedt in dienst als docent plantkunde en chemie aan het polytechnisch instituut van Warschau.
- 1910 — 20 november — verdedigt zijn dissertatie aan de universiteit van Warschau
- 1911 — februari — reist naar Moskou en neemt deel aan een wedstrijd aan de universiteit aldaar. 22 december — voordracht op de tweede Mendelejev-conferentie Huidige stand van de chemie van chlorofyl
- 1914 — januari — een poging een leerstoel te verkrijgen in de botanie in Tartu.
- 1915 — Evacuatie uit het polytechnische instituut van Warschau naar Moskou
- 1916 — augustus - verhuizing naar Nizjni Novgorod - 1 october — opening van het polytechnische instituut aldaar
- 1917 — 24 maart — aangesteld tot gewoon hoogleraar in Tartu, leider van de botanische leerstoel en directeur van de botanische tuin van de universiteit.
- 1918 — januari — nominatie voor de Nobelprijs wordt afgewezen. 31 augustus — evacuatie van de universiteit naar Voronezj, waar hij in de botanische tuin van de universiteit te werk gesteld wordt.
- 1919 — 26 juni — van honger overleden (of in een andere lezing: ten gevolge van een ziekte opgedaan bij een eerdere operatie), wordt hij begraven in Voronezj op het land van het Aleksejo-Akatova vrouwenklooster.

- Bibliothèque nationale de France: cb12393458z (data)
- Author citation (botany): Tswett
- CiNii: DA10496219
- Gemeinsame Normdatei: 118666282
- International Standard Name Identifier: 0000 0001 2128 9622
- Library of Congress Control Number: n85303079
- Nationale Bibliotheek van Letland: 000220916
- Bibliotheek van het Japanse parlement: 00895609
- Nationale Bibliotheek van Tsjechië: nlk20000083920
- Nationale Bibliotheek van Israël: 987007276824505171
- Nationale Bibliotheek van Polen: a0000002890159
- Nederlandse Thesaurus van Auteursnamen: 158242785
- LIBRIS: 182657
- Système universitaire de documentation: 085492418
- Virtual International Authority File: 39461976
- WorldCat: E39PBJgMDkqpTrRm4mqgjP6Myd